# Герман Валентин Олександрович
Валенти́н Олекса́ндрович Ге́рман (* 3 липня 1904, Полтава — † З0 серпня 1957, Харків) — український вчений-ветеринар радянських часів, 1942 — доктор ветеринарних наук, 1945 — професор, 1951 — заслужений діяч науки УРСР.

## Короткий життєпис
1926 року закінчив Харківський ветеринарний інститут, де й надалі працював.
З 1942 року працює професором Алма-Атинського зооветеринарного інституту.
В 1944—1957 роках — професор кафедри хірургії Харківського ветеринарного інституту, з 1948 — завідувач.
Його наукові праці стосуються питань переливання крові у свійських тварин, лікування ран, тканинної терапії.
Запропонував нові стабілізатори крові та терапію анафілактичного шоку в тварин.

## Серед робіт
- «Масове визначення кров'яних груп у коней стандартними сироватками», «Радянська ветеринарія», 1936,
- «Переливання крові у коней як лікувально-профілактична методика», «Радянська ветеринарія», 1939,
- «Основні принципи лікування ран у тварин», «Радянська ветеринарія», 1941,
- «Переливання крові у коней та інших домашніх тварин», 1948,
- «Переливання крові та інші види гемотерапії у тварин», 1954.